# Couderay
Couderay est le nom d'un village et d'une ville du comté de Sawyer, dans le nord-ouest de l'État américain du Wisconsin dans la Midwest.
Le village de Couderay est situé dans les limites de la ville de Couderay (town of Couderay).
Au recensement fédéral de 2000, la population du village s'élevait à 96 personnes et celle de la ville à 469 habitants.
Le Bureau du recensement des États-Unis indique une superficie de 2,5 km2 pour le village et de 174,3 km2 pour la ville.
Couderay est une toponymie tronquée d'origine française désignant l'expression « courtes oreilles », surnom donné aux Amérindiens Ojibwés. Son nom lui fut donné par les explorateurs français et coureurs des bois canadiens-français quand ils arpentaient cette région septentrionale de la Louisiane française et des Grands Lacs, à l'époque de la Nouvelle-France.
La rivière Couderay, qui prend sa source dans le lac Courte Oreilles coule dans ce lieu.
Le village Couderay abrita la cachette de Northwoods d'Al Capone, devenu un site touristique appelé aujourd'hui « The Hideout ». Le Hideout fut racheté au printemps 2010 par la tribu indienne du lac Courte Oreilles après la faillite des précédents propriétaires.
Le 2 février et le 4 février 1996, la température chuta à Couderay à −48 °C, la plus basse température jamais enregistrée dans le Wisconsin.